# Semriach
Semriach là một đô thị thuộc huyện Graz-Umgebung bang Steiermark, nước Áo. Đô thị Semriach có diện tích 60,35 km², dân số thời điểm cuối năm 2008 là 3287 người.